# 県立延岡病院
県立延岡病院（けんりつのべおかびょういん）は、宮崎県延岡市にある医療機関。宮崎県が運営する病院である。地域医療支援病院の承認を受けるほか、災害拠点病院、救命救急センターなどに指定されている。
病院の理念は、「患者様本位の良質で安全な医療の提供」。

## 沿革
- 1948年（昭和23年）9月1日 - 日本医療団延岡病院を買収して開院。
- 1949年（昭和24年）12月1日 - 済生会延岡病院および旧延岡保健所に移転。済生会延岡病院の機能を吸収。
- 1956年（昭和31年）5月 - 鉄筋コンクリート造の病舎への改築着工。
- 1965年（昭和40年）3月 - 改築工事竣工。
- 1975年（昭和50年）11月 - へき地中核病院に指定。
- 1993年（平成5年）11月 - 現病舎への改築工事着工。
- 1998年（平成10年）
  - 4月 - 救命救急センターに指定。
  - 7月 - 病舎改築工事竣工。
- 2008年（平成20年）
  - 2月 - 地域がん診療連携拠点病院に指定。
  - 4月 -
    - DPC対象病院となり、DPC請求を開始。
    - 地域周産期母子医療センターに認定。
- 2013年（平成25年）4月 ‐ 救急ヘリポートを設置。

## 診療科
- 脳神経センター
  - 脳神経外科
  - 神経内科
- 心臓血管センター
  - 心臓血管外科
  - 循環器科
- 内科
- 精神科・心療内科
- 小児科
- 外科
- 整形外科
- 皮膚科
- 泌尿器科
- 産婦人科
- 周産期センター
- 消化器センター
- 眼科
- 耳鼻咽喉科
- 放射線科
- 歯科口腔外科
- 麻酔科
- 救命救急センター
- 臨床検査科
- リハビリテーション科

- 栄養管理科
- 薬剤部
- 看護部
- 医療連携科
- 医療安全管理科
- 臨床工学室

## 医療機関の指定等
- 保険医療機関
- 救急告示医療機関
- 労災保険指定医療機関
- 更生医療指定自立支援医療機関（更生医療・育成医療・精神通院医療）
- 身体障害者福祉法指定医の配置されている医療機関
- 生活保護法指定医療機関
- 結核指定医療機関
- 指定養育医療機関
- 原子爆弾被害者医療指定医療機関
- 原子爆弾被害者一般疾病医療取扱医療機関
- 公害医療機関
- 母体保護法指定医の配置されている医療機関
- 地域医療支援病院
- 災害拠点病院
- へき地医療拠点病院
- 小児救急医療拠点病院
- 救命救急センター
- 臨床研修指定病院
- がん診療連携拠点病院
- 特定疾患治療研究事業委託医療機関
- DPC対象病院
- 小児慢性特定疾患治療研究事業委託医療機関
- 地域周産期母子医療センター
- 第二種感染症指定医療機関

## 交通アクセス
- JR九州日豊本線南延岡駅下車、南延岡駅前バス停より宮崎交通バス延岡市内線で愛宕町1丁目下車、徒歩5分。
- 宮崎交通バス延岡市内線で「県病院前」下車。
- 南延岡駅より徒歩20分。